# Altair (football)
Pour les articles homonymes, voir Altair.
 Altair Gomes de Figueiredo, dit Altair, est un footballeur brésilien né le 22 janvier 1938 à Niterói (État de Rio de Janeiro, Brésil) et mort le 9 août 2019 à São Gonçalo (État de Rio de Janeiro, Brésil). Il a joué au poste de défenseur central avec Fluminense FC.

## Biographie
Altair a eu 18 sélections avec l'équipe du Brésil et a remporté la coupe du monde 1962 et disputé aussi la coupe du monde 1966.

## Club
- 1955 – 1970 :  Fluminense FC

## Palmarès de joueur
- Champion du monde 1962 avec l'équipe du Brésil
- Champion de l'État de Rio en 1959, 1964 et 1969 avec Fluminense FC
- Tournoi Rio - São Paulo en 1957 et 1960 avec Fluminense FC
- Coupe Guanabara en 1966 et 1969 avec Fluminense FC